# Juan Álvaro Cienfuegos Villazón
Juan Álvaro Cienfuegos Villazón, S.J., španski rimskokatoliški duhovnik, škof in kardinal, * 27. februar 1657, Agüerina-Miranda, † 18. avgust 1739.

## Življenjepis
30. septembra 1720 je bil povzdignjen v kardinala.
20. januarja 1721 je bil imenovan za nadškofa (osebni naziv) škofije Catanie; 26. maja istega leta je prejel škofovsko posvečenje.
21. februarja 1725 je bil imenovan za nadškofa Monreala.